# Intersoft Kupa 2007 (SEAT León Kupa)
Az Intersoft Kupa volt a 2007-es Magyar SEAT León Kupa első fordulója. Itt került megrendezésre az I., II. futam.

## I. Futam
- Rajt: Szamosvári Béla megforog, az utolsó helyen megy tovább. Kiss eljön elsőnek.
- 1. kör: Kiss Norbert tartja az első helyet. Czollner Gyula feljön a harmadik helyre, Rácz István a hatodikról a negyedikre, Zengő Zoltán a tizenkettedikről a hetedikre.
- 3.kör: Zsille Péter feljön a tizenötödikről a tizedik helyre.
- 4.kör: Kiss Norbert és Wéber leszakad a mezőnytől.
- 6.kör: Czollner meglóg Rácz elől.
- 8.kör: Hatvani Bálint az ötödik helyért ostromolja Brachna Dávidot.
- 9.kör: Wéber 0,3 másodpercet farag hátrányából.
- 10.kör: Liscsinszky Olga kimegy a bokszba. A kör végén Czollner is bejön a bokszba, drive through büntetést kap, a hetedik helyre kerül.
- 12.kör: Sorrend: Kiss, Wéber, Rácz, Brachna, Hatvani, Zengő.
- 13.kör: Rácz István lelassul és bemegy a bokszba. Czollner megelőzi Zengőt.

### Végeredmény
|      | Rsz. | Versenyző            | Egyesület               | Körök | Idő/Kiesések | Kül.       |
| ---- | ---- | -------------------- | ----------------------- | ----- | ------------ | ---------- |
| 1    | 615  | Kiss Norbert         | IMC Motorsport          | 14    | 27:53.861    |            |
| 2    | 666  | Wéber Gábor          | Zengő Motorsport        | 14    | 28:11.691    | + 17.830*  |
| 3    | 633  | Brachna Dávid        | Warm Up                 | 14    | 28:18.294    | + 24.433   |
| 4    | 614  | Hatvani Bálint       | Kecskeméti Motorsport   | 14    | 28:18.541    | + 24.680   |
| 5    | 677  | Czollner Gyula       | DHL Racing Team         | 14    | 28:31.416    | + 37.555   |
| 6    | 655  | Zengő Zoltán         | Zengő Motorsport        | 14    | 28:35.084    | + 41.223   |
| 7    | 613  | Balásdi-Szabó István | Proex AMSE              | 14    | 28:38.739    | + 44.878   |
| 8    | 621  | Majerszky Gábor      | Planet Turán Motorsport | 14    | 28:49.399    | + 55.538   |
| 9    | 643  | Zille Péter          | Zsille Motorsport       | 14    | 28:53.253    | + 59.392   |
| 10   | 611  | Szamosvári Béla      | Főnix Motorsport        | 14    | 29:01.323    | + 1:07.462 |
| 11   | 629  | Horvát Zsolt         | Proex AMSE              | 14    | 29:06.383    | + 1:12.522 |
| 12   | 610  | Nagy Brigitta        | Procar Motorsport       | 14    | 29:41.640    | + 1:47.779 |
| 13   | 620  | Nagy Tibor           | Procar Motorsport       | 14    | 29:55.128    | + 2:01.267 |
| 14   | 617  | Rácz István          | ACS Motorsport          | 12    | 24:46.044    | + 2 kör    |
| kie. | 630  | Liscsinszky Olga     | Proex AMSE              | 9     | 19:54.001    | + 5 kör    |

*15 mp büntetés

## II. Futam
- 1. kör: Wéber megcsúszik. Czollner megforog, kimegy a bukótérbe. Sorrend a kör végén: Kiss, Wéber, Rácz, Hatvani. Czollner 11., Zengő Zoltán 8..
- 3.kör: Czollner már nyolcadik.
- 4.kör: Brachna Dávid megelőzi Balásdi Istvánt.
- 5. kör: Az első kanyarban Czollner megelőzi Majerszky Gábort és Balásdit, ezzel hatodik.
- 6.kör: Rácz István hátránya 11 másodperc Kissel szemben.
- 7.kör: Zengő kicsúszik.
- 9.kör: Wéber kicsúszik.
- 10.kör: Hatvani Rácz előzésével próbálkozik.
- 11.kör: Czollner megelőzi Brachnát.
- 12.kör: Hatvani megelőzi Ráczot. Liscsinszky Olga lelassul.
- 13. kör: Zengő hetedik.
- 14.kör: Majerszky félreáll.

### Végeredmény
|    | Rsz. | Versenyző            | Egyesület               | Körök | Idő/Kiesések | Kül.       |
| -- | ---- | -------------------- | ----------------------- | ----- | ------------ | ---------- |
| 1  | 615  | Kiss Norbert         | IMC Motorsport          | 14    | 27:50.608    |            |
| 2  | 666  | Wéber Gábor          | Zengő Motorsport        | 14    | 27:52.335    | + 1.727    |
| 3  | 614  | Hatvani Bálint       | Kecskeméti Motorsport   | 14    | 28:17.002    | + 26.394   |
| 4  | 617  | Rácz István          | ACS Motorsport          | 14    | 28:21.585    | + 30.977   |
| 5  | 677  | Czollner Gyula       | DHL Racing Team         | 14    | 28:22.872    | + 32.264   |
| 6  | 633  | Brachna Dávid        | Warm Up                 | 14    | 28:24.759    | + 34.151   |
| 7  | 655  | Zengő Zoltán         | Zengő Motorsport        | 14    | 28:37.692    | + 47.084   |
| 8  | 613  | Balásdi-Szabó István | Proex AMSE              | 14    | 28:39.309    | + 48.701   |
| 9  | 643  | Zille Péter          | Zsille Motorsport       | 14    | 28:52.523    | + 1:01.915 |
| 10 | 629  | Horvát Zsolt         | Proex AMSE              | 14    | 28:57.317    | + 1:06.709 |
| 11 | 611  | Szamosvári Béla      | Főnix Motorsport        | 14    | 28:59.167    | + 1:08.559 |
| 12 | 610  | Nagy Brigitta        | Procar Motorsport       | 14    | 29:23.701    | + 1:33.093 |
| 13 | 630  | Liscsinszky Olga     | Proex AMSE              | 14    | 31:29.717    | + 3:39.109 |
| 14 | 621  | Majerszky Gábor      | Planet Turán Motorsport | 14    | 26:46.186    | + 1 kör    |

## Külső hivatkozások
- Magyar Nemzeti Autósport Szövetség hivatalos honlapja
- futam Kiss Norbert szemszögéből.[halott link]